# Apogonia pilifera
Apogonia pilifera är en skalbaggsart som beskrevs av Moser 1913. Apogonia pilifera ingår i släktet Apogonia och familjen Melolonthidae. Inga underarter finns listade i Catalogue of Life.